# 海吉哈特圣彼得
海吉哈特圣彼得是匈牙利沃什州所辖的一个村，总面积6.84平方公里，总人口158，人口密度23.1人/平方公里（2010年1月1日）。